# 乙藤智史
乙藤 智史（おとふじ さとし、1985年2月4日 - ）は、福岡県出身の競艇選手。登録番号4402。身長169cm。血液型O型。99期。福岡支部所属。同期に坂元浩仁、仁科さやか、大原由子らがいる。

## 来歴
- やまと競艇学校時代は、リーグ戦勝率5.80（準優出5　優出5　第5戦優勝）の成績を残した。
- 2006年11月11日、芦屋競艇場でデビュー（6着）。
- 2007年1月8日、若松競艇場での「第40回北九州選手権競走」最終日2Rで初勝利（20走目）。
- 2009年3月16日、三国競艇場での「坂井市制3周年記念」で初優出（4着）。
- 2013年8月26日、徳山競艇場での「G3サッポロビールカップ」で初優勝（優出15回目）[1]。

## 人物・エピソード
- 2009年8月4日、福岡競艇場において12Rの待機中に水面に浮かぶワニガメを発見し、場内の担当者と共に捕獲した[2]。
- 西山貴浩選手の元バディ